# Fleckentangare
Die Fleckentangare (Ixothraupis guttata, Syn.: Tangara guttata) ist eine Vogelart aus der Familie der Tangaren. Die auffällig gefärbten Vögel kommen in Hügel- und Bergland in Süd- und Mittelamerika vor, wo sie vor allem Waldränder bewohnen. Als Nahrung dienen neben Früchten auch kleinere Insekten.

## Merkmale

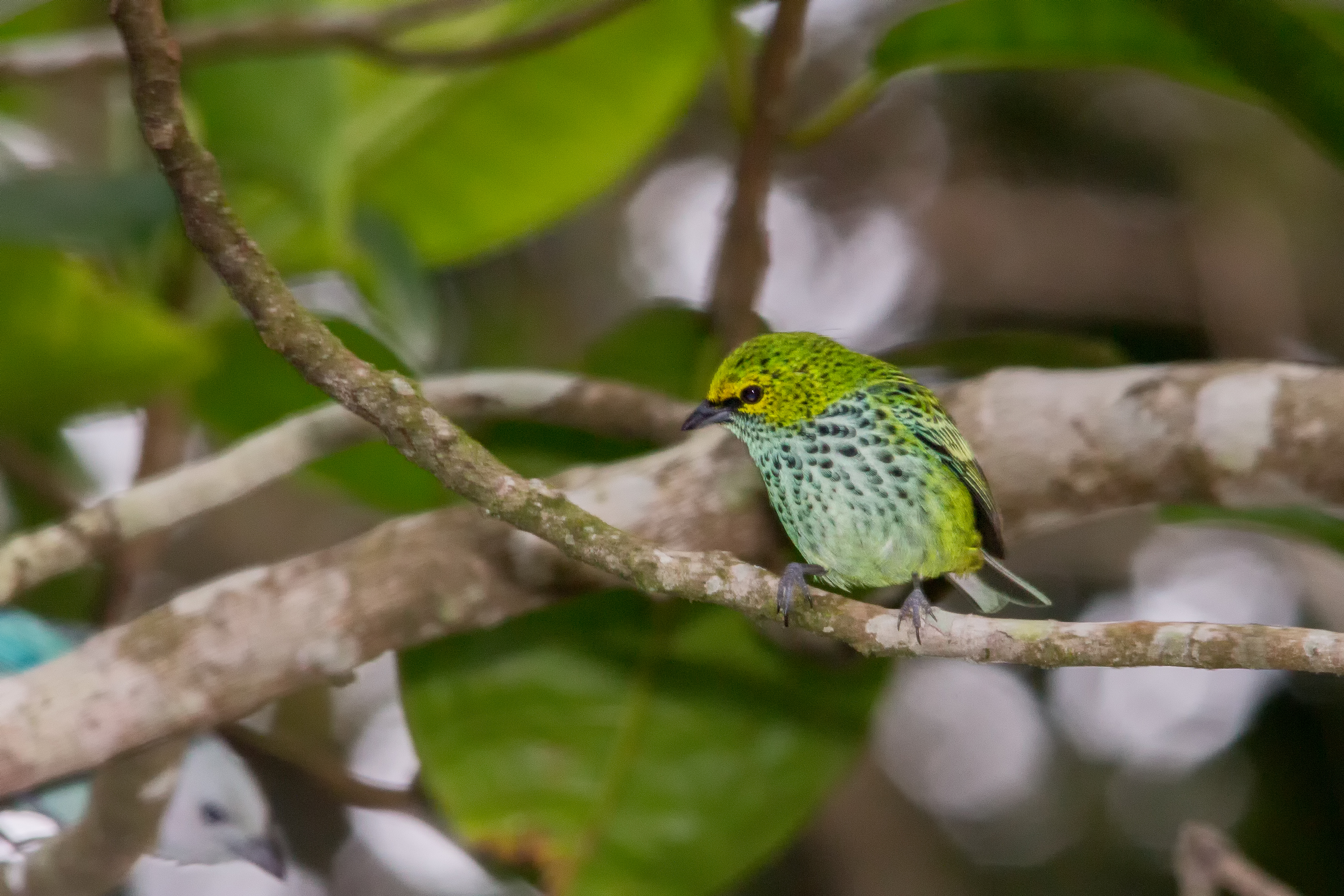
Weiblicher Vogel, erkennbar an der gelbgrünen Haube und der nur schwach ausgeprägten Musterung im unteren Brustbereich

Die Fleckentangare ist ein eher kleiner Vogel, der ausgewachsen eine Größe von etwas mehr als 13 cm und ein Gewicht von circa 18 g erreichen kann. Das Gefieder beider Geschlechter ist auffällig gefärbt. Bei männlichen Exemplaren zeigt die Haube eine leuchtend gelbe Grundfärbung, die in Richtung Nacken zunehmend in ein Gelbgrün übergeht. Rücken und Rumpf sind leuchtend smaragdgrün. Der gesamte Bereich ist von einer schwarzen Musterung durchzogen, die ihm ein leicht geschupptes Aussehen verleiht, wobei die Musterung am Kopf noch recht fein ist und zum Rücken hin immer kräftiger wird. Im Gesicht finden sich ein hellgelber Augenring und ein ebenso gefärbter Überaugenstreif, die Zügel sind in mattem Schwarz abgegrenzt. An Flügeln und Schwanz findet sich eine schwarze Grundfärbung, die an Schwungfedern und Daumenfittich am dunkelsten wirkt. Arm-, Hand- und Randdecken sowie Steuerfedern sind breit in Türkis- und Weißtönen gesäumt. Kehle, Bauch und Brust sind überwiegend weißlich gefärbt, jedoch von einem ähnlichen Muster wie an Rücken und Kopf durchzogen. Die Musterung kann in diesem Bereich außerdem leicht türkis gesäumt sein. Flanken und Unterschwanzdecken sind eher gelbgrün und weniger stark gemustert, zur Kloake hin dominieren zunehmend Gelbtöne. Weibchen sind grundsätzlich ähnlich gefärbt wie ihre männlichen Artgenossen, jedoch allgemein etwas matter. Ihre Haube ist eher gelbgrün statt rein gelb. Des Weiteren ist bei ihnen die schwarze Musterung im unteren Brustbereich nur angedeutet, was das eindeutigste Unterscheidungsmerkmal zwischen den Geschlechtern darstellt. Der Schnabel ist kräftig und konisch geformt. Während der Oberschnabel schwarz mit hellerer Basis gefärbt ist, zeigt der Unterschnabel eher ein mattes Bleigrau. Die Iris des Auges ist dunkelbraun, Beine und Füße sind verwaschen grau gefärbt.

## Habitat und Lebensweise
Fleckentangaren bevorzugen die Ränder humider Wälder als Lebensraum, wo sie den Großteil des Tages in den Baumwipfeln verbringen. Die Vögel tolerieren darüber hinaus auch Sekundärwald oder stark verändertes Habitat wie etwa Kaffeeplantagen, sofern die verbliebene Vegetation hochwüchsig genug ist. Anders als verwandte Arten meidet die Fleckentangare hingegen offene Landschaften. Die Art bildet in der Regel Paare, formt jedoch auch regelmäßig kleine Gruppen oder schließt sich zeitweise gemischten Schwärmen mit anderen Arten an. Letzteres geschieht zumeist in der Nähe besonders ergiebiger Nahrungsquellen. Fleckentangaren gelten als ruffreudig, ihre Gesänge und Lautäußerungen sind jedoch nicht besonders lautstark. Der am häufigsten gehörte Ruf ist ein dünnes, metallisches tsit oder tic, das in steter Abfolge bei der Nahrungssuche oder im Flug ausgestoßen wird.
Die Nahrung besteht hauptsächlich aus kleinen Früchten und Beeren, wobei besonders gern die Früchte von Wolfsmilch- und Schwarzmundgewächsen aufgenommen werden. Diese werden dabei immer im Ganzen verschluckt und nicht zerteilt. Der Speiseplan wird durch kleinere, nicht-fliegende Gliederfüßer ergänzt, die hoch oben in der Vegetation von Blättern und Zweigen gepickt werden. Bei der Nahrungssuche sind die Vögel sehr aktiv, ihr Verhalten wird als hektisch und unruhig beschrieben.

## Fortpflanzung
Die Brutzeit erstreckt sich zwischen Mai und Juni, wobei besonders frühe Paare schon Mitte April mit dem Nestbau beginnen können. Die Konstruktion des Nests, das aus zerteilten Blättern (vor allem Bananenblättern) und Pilzhyphen besteht, übernehmen beide Partner gleichermaßen. Es wird auf einem waagerechten Ast auf Bäumen in einer Höhe von zwei bis acht Metern über dem Erdboden angelegt. Das Weibchen legt zwei weiße, braungefleckte und getupfte Eier, die anschließende Bebrütung obliegt ihr allein, während ihr Partner während dieser Zeit für die Versorgung mit Nahrung zuständig ist. Die durchschnittlichen Abmessungen der Eier liegen bei circa 20,5 × 15 mm. Bis zum Schlüpfen der Jungvögel vergehen etwa 13 Tage. Die anschließende Nestlingsphase dauert weitere 15 Tage, in der die Nachkommen von beiden Altvögeln gefüttert, jedoch nur vom Weibchen gehudert werden. Für die Art nicht unbekannt ist der Einsatz von Bruthelfern, bei denen es sich möglicherweise um Nachkommen aus den Bruten vergangener Jahre handelt.

## Verbreitung und Gefährdung

Verbreitungsgebiet der Fleckentangare

Die Fleckentangare bewohnt ein ausgesprochen unzusammenhängendes Verbreitungsgebiet in Mittelamerika sowie dem Nordosten Südamerikas, gilt jedoch oftmals lokal als durchaus häufig. Nachweise gelingen in der Regel auf Höhenlagen zwischen 300 und 1500 m, mit Ausnahme der Inseln Trinidad und Tobago, wo eher tieferliegende Gebiete bevorzugt werden. Das größte zusammenhängende Areal erstreckt sich in den venezolanischen Anden zwischen Táchira und dem Süden Laras. Darüber hinaus werden die Küstengebirge des Landes zwischen Falcón und der Paria-Halbinsel sowie die Hänge der Tepuis im Süden an der Grenze zu Brasilien besiedelt. In Kolumbien kommt die Art in den nördlichen Ausläufern der Zentralkordillere der Anden sowie in der Ostkordillere bis hinab nach Caquetá und in die Serranía de la Macarena vor. Weiter westlich sind versprengte Vorkommen aus Zentral-Costa-Rica und von der Karibikküste Panamas bekannt. Darüber hinaus wurden erst zu Beginn des 21. Jahrhunderts Populationen der Fleckentangare am Roraima-Tepui in Guyana sowie am Tafelberg und im Wilhelminagebergte in Suriname entdeckt. Trotz einer erkennbar abnehmenden Bestandsentwicklung, vermutlich vor allem verursacht durch die zunehmende Entwaldung in der Region, stuft die IUCN die Art mit Stand 2018 als „nicht gefährdet“ (Status least concern) ein.

## Systematik

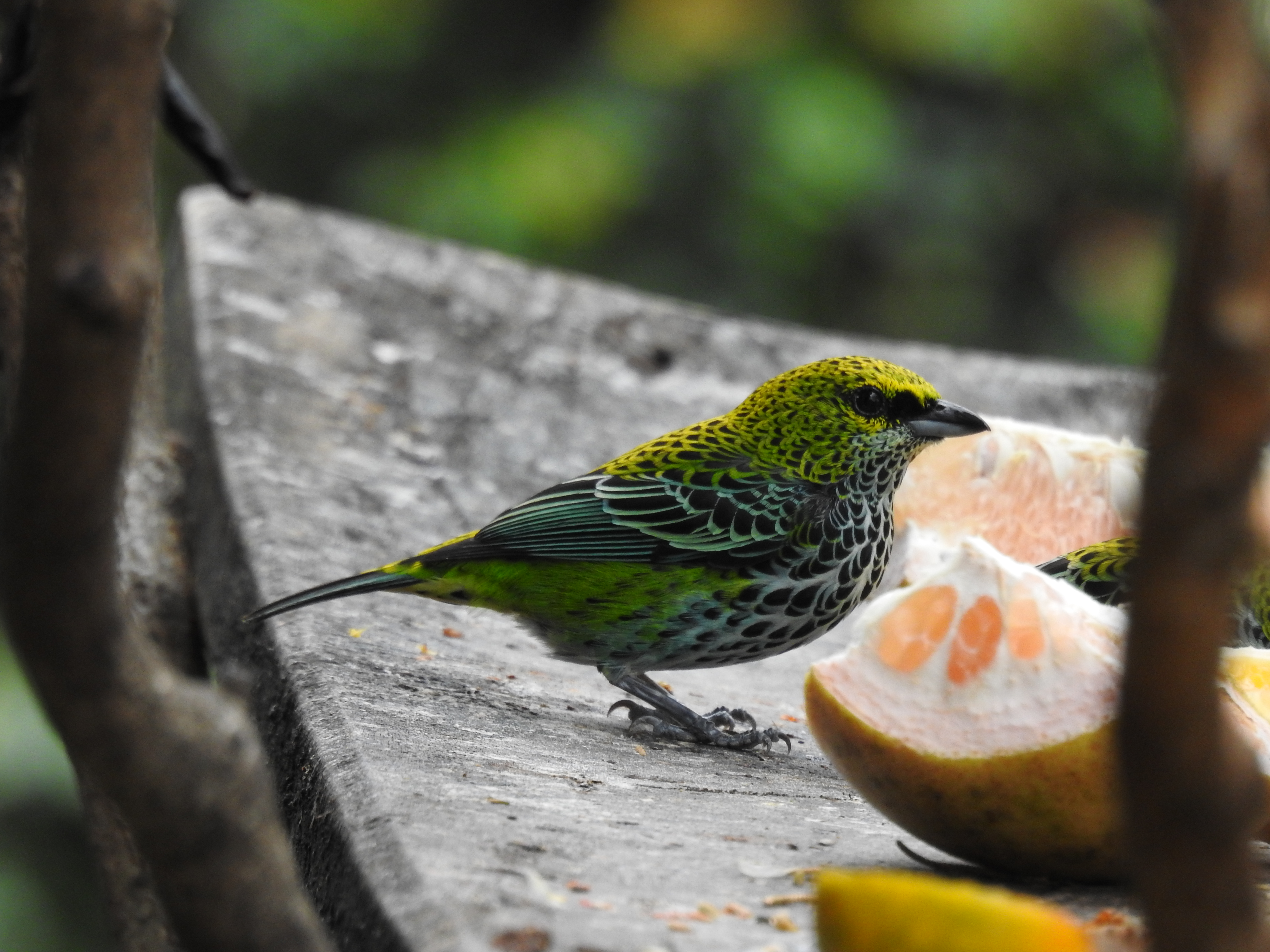
Fleckentangare der Unterart Ixothraupis guttata eusticta in Costa Rica mit besonders stark ausgeprägtem Fleckenmuster, vor allem im Kehlbereich.

Die Erstbeschreibung der Fleckentangare stammt aus dem Jahr 1850 und geht auf den deutschen Ornithologen Jean Louis Cabanis zurück. Der Holotyp ist ein Exemplar, das am  Roraima-Tepui an der Grenze Venezuelas und Guyanas gesammelt und ursprünglich als Drosseltangare (I. punctata) fehlbestimmt worden war. Cabanis vergab für die neue Art zunächst das Binomen Callispiza guttata. Das Artepitheton leitet sich vom lateinischen Begriff guttatus für „gefleckt“ oder „gepunktet“ ab und bezieht sich auf die Musterung des Gefieders der Vögel. Nachdem die Art lange Zeit in die formenreiche Gattung der Schillertangaren (Tangara) gestellt worden war, führten molekulargenetische Studien im 21. Jahrhundert zu der Erkenntnis, dass die Gattung in ihrer Zusammenstellung polyphyletisch sein müsse. In der Folge wurde die Fleckentangare gemeinsam mit einigen weiteren Arten in die ursprünglich von Charles Lucien Bonaparte beschriebene und nun wiedererrichtete Gattung Ixothraupis transferiert. Als Schwesterart der Fleckentangare gilt die Gelbbauchtangare (I. xanthogastra), beide Arten gemeinsam stehen wiederum einer Klade bestehend aus den drei übrigen Ixothraupis-Arten gegenüber.
Innerhalb der Art werden sechs Unterarten unterschieden, die sich vor allem hinsichtlich der Ausprägung ihrer Musterung und der Gefiederfärbung an der Oberseite unterscheiden lassen:
- I. g. guttata (Cabanis, 1850) – Die Nominatform kommt in Venezuela im südöstlichen Bolívar sowie unmittelbar hinter der Grenze zu Brasilien vor.
- I. g. chrysophrys (Sclater, PL, 1851) – Ursprünglich als eigene Art der Gattung Calliste beschrieben. In den Küstengebirgen Venezuelas sowie im Süden des Landes in Amazonas und dem südwestlichen Bolívar verbreitet.
- I. g. bogotensis (Hellmayr & von Seilern, 1912) – Anden im Osten Kolumbiens und Nordwesten Venezuelas.
- I. g. eusticta (Todd, 1912) – Mittelamerikanische Form, verbreitet in Costa Rica und Panama.
- I. g. trinitatis (Todd, 1912) – Nur auf den Inseln Trinidad und Tobago in der Karibik verbreitet.
- I. g. tolimae (Chapman, 1914) – Zentralkordillere der Anden in Kolumbien.